# بوشراحيل
بوشراحيل بلدية بدائرة سيدي نعمان ولاية المدية الجزائرية.
تتوسط سهل بني سليمان وتعلو عن سطح البحر ب 800 م متر تبعد عن مقر الولاية ب 65 كم وبـ 45 كم عن بوقرة شرق البليدة
ذات طابع ريفي لذلك نجدها تحتل موقعا جغرافيا هاما بحيث تتوسط تراب ولاية المدية يحدها من الجهة الغربية بلدية العمارية ومن الجهة الشمالية بلدية بعطة ومن الجهة الجنوبية تحدها بلدية سيدي نعمان ومن الجهة الشرقية كلامن بلدية بوسكن وسيدي الربيع وبني سليمان.
تشتهر بأراضيها الزراعية ذات طابع رعوي فلاحي وأكبر محاصلها الزراعية القمح والشعير الخضر الموسمية الجزر، اللفت، الفلفل، الطماطم...الخ والفواكه كالتفاح لكن رغم ذلك تفتقر إلى من يخدمها وذلك بسبب ندرة المياه.

## تاريخ
اختلف المؤرخون والباحثون على أصل كلمة بوشراحيل فراح بعضهم للقول بأنها اسم راهيب كان يسكن في الجيال المجاورة للمنطفه اسمه bouchrahil وقال البعض الآخر انه اسم عربي أطلقته القبائل الصنهاجية الأمازيغية الأصل على هذه المدينة نسبة إلى قبائل شرحابيل في الجزيرة العربية
مر على المدية عبر العصور أحداث كثيرة وسكنها البربر وكانت تمثل الحد الجنوبي لمنطقة القبائل /زواوة/ ثم سكنها الصنهاجيون وهم من أصل أمازيغي، وهي الآن خليط بين الامازيغ والعرب، إلا أن الاحتمال الغالب في تسمية بلدية بوشراحيل يعني تغرمين بالأمازيغية والذي يقصد به القرية المحصنة.

## قرى البلدية
بلدية بوشراحيل تضم العديد من القرى الصغيرة أو المداشر.

## الجغرافيا

### المناخ
يتميز مناخ المدية بخصائص فرضتها عوامل طبيعية منها:
- ارتفاعها بـ 950م عن مستوى سطح البحر (قمة بوثموده).
- وقوعها في سلسلة الأطلس التلي.
- تعرضها للرياح والتيارات الهوائية الغربية.

وبذلك فإنها تتميز بمناخ متوسطي شبه قاري، بارد ورطب شتاء، معتدل ربيعا، حار وجاف صيفا، تصل كمية الأمطار إلى 300مم سنويا بمعدل تساقط مرتفع خاصة في ديسمبر، جانفي وفيفري، كما أن الثلوج تغطي عادة مرتفعات بوثموده.